# Harald Juhnke

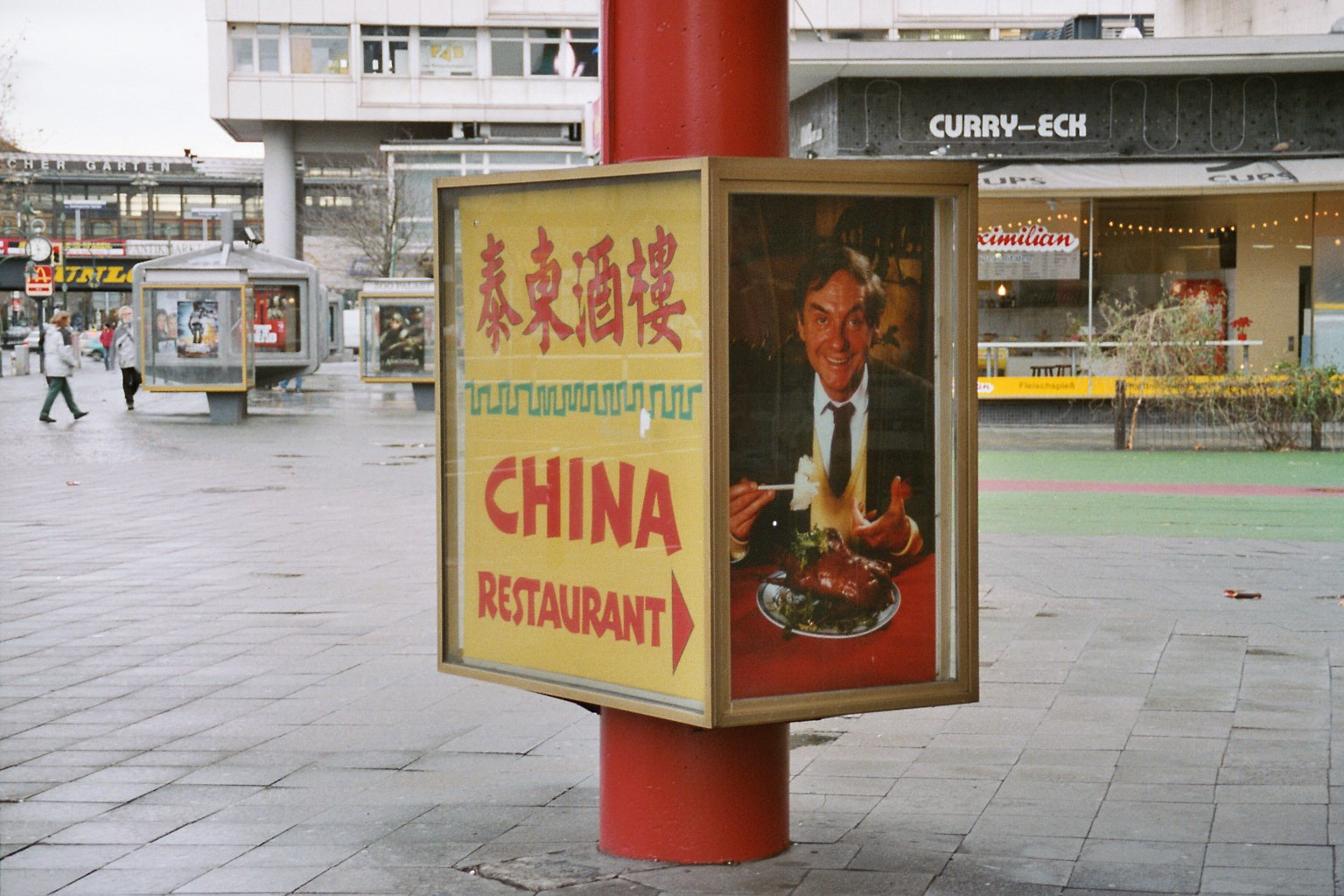

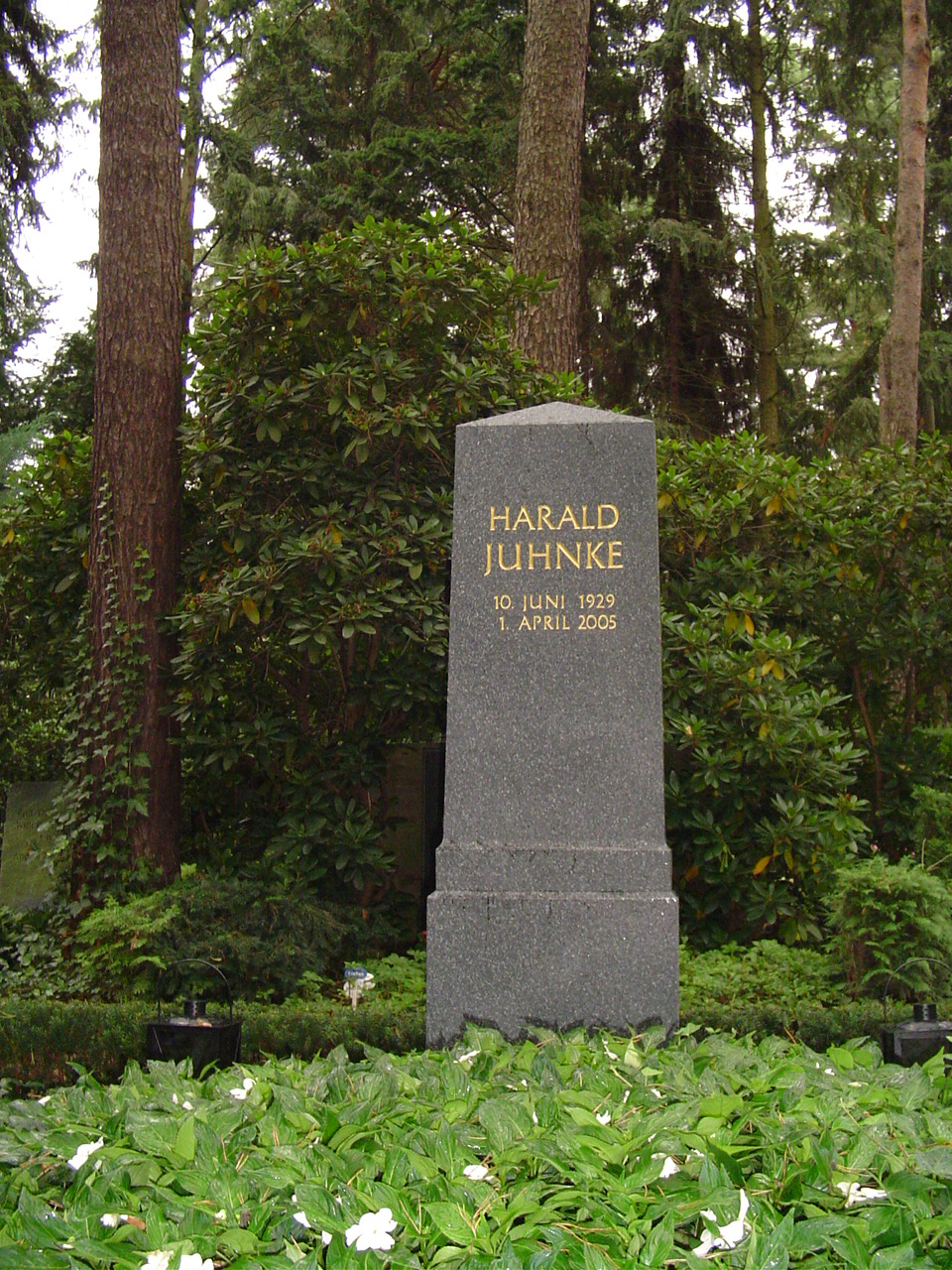

Harald Juhnke (Charlottenburg, 10 juni 1929 – Rüdersdorf, 1 april 2005) was een Duits acteur en televisiepresentator.
Hij begon zijn carrière als toneelspeler, in 1948. In de jaren vijftig en zestig acteerde hij in 116  films en tv-series. Ook sprak hij bij de nasynchronisaties van films stemmen in, onder andere die van Marlon Brando. In 1992 maakte hij een terugkeer naar het witte doek. Daarna speelde hij opnieuw in verschillende films.
Juhnke stond bekend om zijn fenomenale drankgebruik, waarop hij zelf prat ging. Besser ein Stadtbekannter Trinker als ein Anonymer Alkoholiker, luidde zijn lijfspreuk. Toen hem ooit werd verweten iets te hebben beweerd, antwoordde hij daarop: Dat heb ik nooit ofte nimmer gezegd. Ik was zo dronken, dat ik amper praten kon. In 1976 nam hij de grammofoonplaat Aber vor allem würde ich trinken op.
De (hoofd)rol van zijn leven speelde hij in 1995 in de nieuwe verfilming van Der Trinker (regie Tom Toelle, scenario Ulrich Plenzdorf), naar de roman uit 1950 van de Duitse auteur Hans Fallada, zelf eveneens een vermaard alcoholist, die in deze roman zijn eigen ervaringen had verwerkt. De film werd uitgezonden door de WDR en later ook door de ARD.
Zijn bijnaam luidde 'Juhnke Betrunken'. Vijf jaar voor zijn dood was hij wegens dementieklachten opgenomen in een kliniek.

## Filmografie

### Bioscoop
- 1950: Drei Mädchen spinnen
- 1953: Die blaue Stunde
- 1953: Die Stärkere
- 1953: Das tanzende Herz
- 1953: Schlagerparade
- 1954: Gitarren der Liebe
- 1955: Oberarzt Dr. Solm
- 1955: Heldentum nach Ladenschluß
- 1955: Wie werde ich Filmstar?
- 1955: Wunschkonzert
- 1955: Wenn die Alpenrosen blüh’n
- 1955: Der Frontgockel
- 1955: Parole Heimat
- 1955: Ihr Leibregiment
- 1956: Studentin Helene Willfüer
- 1956: IA in Oberbayern
- 1956: Der Glockengießer von Tirol
- 1956: Der Mustergatte
- 1957: Jede Nacht in einem anderen Bett
- 1957: Tolle Nacht
- 1957: Unter Palmen am blauen Meer
- 1957: Der tolle Bomberg
- 1957: Mit Rosen fängt die Liebe an
- 1957: Gruß und Kuß vom Tegernsee
- 1957: Almenrausch und Edelweiß
- 1958: Bühne frei für Marika
- 1958: Die grünen Teufel von Monte Cassino
- 1958: U 47 – Kapitänleutnant Prien
- 1958: Piefke, der Schrecken der Kompanie
- 1958: Zauber der Montur
- 1959: Skandal um Dodo
- 1959: Hula-Hopp, Conny
- 1959: La Paloma
- 1959: Tausend Sterne leuchten
- 1959: Bei der blonden Kathrein
- 1959: Mein Schatz, komm mit ans blaue Meer
- 1960: Das hab’ ich in Paris gelernt
- 1960: Schick deine Frau nicht nach Italien
- 1960: Der letzte Zeuge
- 1960: Schön ist die Liebe am Königssee
- 1961: Was macht Papa denn in Italien?
- 1961: Davon träumen alle Mädchen
- 1961: Am Sonntag will mein Süßer mit mir segeln gehn
- 1961: Isola Bella
- 1961: So liebt und küßt man in Tirol
- 1962: Der verkaufte Großvater
- 1962: So toll wie anno dazumal
- 1962: Das Testament des Dr. Mabuse
- 1962: Ohne Krimi geht die Mimi nie ins Bett
- 1963: Allotria in Zell am See
- 1964: Lausbubengeschichten
- 1964: Die goldene Göttin vom Rio Beni
- 1964: Die drei Scheinheiligen
- 1965: Das Geheimnis der drei Dschunken
- 1965: Die letzten Drei der Albatros
- 1966: Der Mörder mit dem Seidenschal
- 1969: Pepe, der Paukerschreck
- 1969: Klein Erna auf dem Jungfernstieg
- 1969: Die Lümmel von der ersten Bank – Hurra, die Schule brennt!
- 1969: Ludwig auf Freiersfüßen
- 1973: Mit der Liebe spielt man nicht
- 1974: Auch ich war nur ein mittelmäßiger Schüler
- 1984: Sigi, der Straßenfeger
- 1989: Jenseits von Blau
- 1990: Die Hallo-Sisters
- 1992: Der Papagei
- 1992: Schtonk!
- 1994: Asterix in Amerika (verteller)
- 1994: Alles auf Anfang
- 1994: Císařovy nové šaty
- 1996: Conversation with the Beast

#### Stem
- 1977: Bernard und Bianca – Die Mäusepolizei (synchroonstem - albatros Orvill)
- 1979: Der Baron von Münchhausen (als spreker van Baron von Münchhausen)
- 1983: Fröhliche Weihnachten (verteller)
- 1989: Charlie – Alle Hunde kommen in den Himmel (synchroonstem – Charlie)

### Televisie
- 1960: Aufruhr (Fernsehfilm)
- 1960: Sie können’s mir glauben (Fernsehfilm)
- 1962: Annelie – Annelou (Fernsehfilm)
- 1963: Ich liebe dich (Fernsehfilm)
- 1966: Cyprienne oder Lassen wir uns scheiden? (Fernsehfilm)
- 1967: Ist er gut? Ist er böse? (Fernsehfilm)
- 1969: Kim Philby war der dritte Mann (Fernsehfilm)
- 1969: Polizeifunk ruft - Wohnung zu vermieten
- 1970: Der Kommissar - Eine Kugel für den Kommissar (televisieserie)
- 1973: Lokaltermin – Fräulein Blaubart, Der Schutzmann von Köpenick
- 1974: Preussenkorso Nr. 17 (Episoden-Fernsehfilm)
- 1974: Unter einem Dach (Fernsehserie, mehrere Folgen)
- 1975: Sergeant Berry (Fernsehserie, 2. Staffel)
- 1975: Beschlossen und verkündet (Fernsehserie) – Geisterhände
- 1976: Derrick – Pecko
- 1976: Die Buschspringer (Fernsehserie)
- 1977: Ein verrücktes Paar (Fernsehserie, bis 1980)
- 1978: Café Wernicke (Fernsehserie)
- 1978: Ein Mann will nach oben (Fernsehserie)
- 1978: Ein Mann für alle Fälle (Minifernsehserie)
- 1980: Pension Schöller (Fernsehfilm)
- 1980–1985: Leute wie du und ich (Fernsehserie)
- 1982: Schuld sind nur die Frauen (Fernsehfilm)
- 1985: Mein Freund Harvey
- 1987: Drei Damen vom Grill (Fernsehserie)
- 1987: Harald und Eddi (Fernsehserie, bis 1990)
- 1989: Die Schwarzwaldklinik (Fernsehserie)
- 1991: Juhnke & Co (comedyshow, 6 Folgen)
- 1992: Der Forstarzt (Fernsehserie, 6 Folgen)
- 1992: Der Papagei (Fernsehfilm) – Regie: Ralf Huettner
- 1992: Ein Schloß am Wörthersee (Fernsehserie)
- 1993: Harry & Sunny (Fernsehserie)
- 1993: Der Showmaster (Fernsehfilm)
- 1993: Glückliche Reise – Jamaica (Fernsehreihe)
- 1994: Zwei alte Hasen (Fernsehserie)
- 1995: Der Trinker (Fernsehfilm)
- 1995: Ach du Fröhliche (Fernsehfilm) – Regie: Stefan Lukschy
- 1996: Friedemann Brix – Eine Schwäche für Mord (Fernsehserie)
- 1997: Der Hauptmann von Köpenick (Fernsehfilm)
- 1997: Klinik unter Palmen (Fernsehserie)
- 1998: Fröhliche Chaoten (Fernsehfilm)
- 1998: Silberdisteln (Fernsehfilm)
- 1998: Letzte Chance für Harry (Fernsehfilm)
- 1999: Die Spesenritter (Fernsehfilm)
- 2000: Ein lasterhaftes Pärchen (Fernsehfilm)
- 2000: Vor Sonnenuntergang (Fernsehfilm)
- 2000: Zwei Dickköpfe mit Format (Fernsehfilm)

### Televisieshows (selectie)
- 1963: Strandgeflüster (televisieshow; optreden)
- 1972: Meerschweinchenrevue (televisieshow; optreden)
- 1974: Die aktuelle Schaubude (televisiemagazine; optreden)
- 1979: Musik ist Trumpf (televisieshow tot 1981)
- 1983: Wie wär’s heut’ mit Revue? (televisieshow tot 1984)
- 1985: Willkommen im Club (televisieshow tot 1991)

## Hoorspelen
Quelle: ARD-Hörspieldatenbank
- 1950: Margot Mertens: Ein Mensch – Regie: Rolf von Sydow (RIAS) – eerste uitzending: 12 februari 1950
- 1950: Christian Bock: Besondere Kennzeichen? – Regie: Hanns Korngiebel (RIAS) – eerste uitzending: 10 mei 1950
- 1950: Ellie Tschauner: Amtliche Schaumschlägerei oder Zehn Eier amtlich zu Schaum geschlagen – Regie: Ellie Tschauner (RIAS) – eerste uitzending: 8 juli 1950
- 1951: Werner Brink: Es kommt doch an den Tag – Regie: Werner Oehlschläger (RIAS) – eerste uitzending: 29 oktober 1951
- 1952: Hermann Krause: Mein Name ist Heinzelmann – Regie: Werner Oehlschläger (RIAS) – eerste uitzending: 26 januari 1952
- 1952: James Bridie: Mr. Gillie – Regie: Hermann Schindler (RIAS) – eerste uitzending: 23 april 1952
- 1953: Johannes Hendrich: Die Schnur am Hampelmann – Regie: Harald Philipp (RIAS) – eerste uitzending: 4 januari 1954
- 1954: Molière: Tartuffe – Regie: Oscar Fritz Schuh (NWDR) – eerste uitzending: 1 april 1954
- 1954: Herman Wouk: Die Caine war ihr Schicksal – Regie: Gert Westphal (RIAS / SWF) – eerste uitzending: 23 november 1954
- 1955: Heinz Coubier: Fräulein Caroline – Regie: Erik Ode (RIAS) – eerste uitzending: 18 mei 1955
- 1957: Milo Dor; Reinhard Federmann: Die Angst am frühen Morgen – Regie: Jürgen Petersen (HR) – eerste uitzending: 9 december 1957
- 1958: Joaquín Calvo Sotelo: Die Reise nach Tanger – Regie: Theodor Steiner (HR) – eerste uitzending: 3 februari 1958
- 1959: Franz von Schönthan; Paul von Schönthan: Der Raub der Sabinerinnen – Regie: Heinz Günter Stamm (BR) – eerste uitzending: 1 februari 1959
- 1959: Günter Eilemann; Bert Roman: Es zogen drei Burschen … – Regie: Hermann Pfeiffer (WDR) – eerste uitzending: 12 oktober 1959
- 1961: Max Gundermann: Schlechtes Wetter mit schönen Aussichten – Regie: Wolfgang Spier (RIAS) – eerste uitzending: 26 juli 1961
- 1964: Hermann Sudermann: Heilige Zeit – Regie: Heinz Günter Stamm (BR) – eerste uitzending: 13 december 1964
- 1968: Karlhans Frank: Im Gedränge – Regie: Danielo Devaux (HR) – eerste uitzending: 16 maart 1958
- 1968: Johannes Hendrich: Ein Freundschaftsdienst (deel 1) – Regie: Hermann Pfeiffer (WDR / SFB) – eerste uitzending: 5 juli 1968
- 1968: Johannes Hendrich: Ein Freundschaftsdienst (deel 2) – Regie: Hermann Pfeiffer (WDR / SFB) – eerste uitzending: 12 juli 1968
- 1968: Johannes Hendrich: Ein Freundschaftsdienst (deel 3) – Regie: Hermann Pfeiffer (WDR / SFB) – eerste uitzending: 19 juli 1968
- 1968: Gerhard Niezoldi: Unbescholten – Regie: Fritz Peter Vary (WDR) – eerste uitzending: 23 juli 1968
- 1968: Johannes Hendrich: Ein Freundschaftsdienst (deel 4) – Regie: Hermann Pfeiffer (WDR / SFB) – eerste uitzending: 26 juli 1968
- 1968: Johannes Hendrich: Ein Freundschaftsdienst (deel 5) – Regie: Hermann Pfeiffer (WDR / SFB) – eerste uitzending: 2 augustus 1968
- 1968: Hans Joachim Hohberg: Grouselettchen – Regie: Wolfram Rosemann (WDR) – eerste uitzending: 10 augustus 1968
- 1968: Milan Uhde: Das, was kommt – Regie: Hans Gerd Krogmann (WDR) – eerste uitzending: 2 november 1968
- 1969: Siegfried Pfaff: Regina B. – ein Tag aus ihrem Leben – Regie: Walter Ohm (BR / HR) – eerste uitzending: 27 oktober 1970
- 1970: Rolf und Alexandra Becker: Neue Abenteuer von Dickie Dick Dickens (4e seizoen: 2e aflevering: Ein Täßchen Kakao) – Regie: Walter Netzsch (BR) – eerste uitzending: 16 oktober 1970
- 1971: Rolf und Alexandra Becker: Neue Abenteuer von Dickie Dick Dickens (4e seizoen: 4e aflevering: Symphonie in Bumm) – Regie: Walter Netzsch (BR) – eerste uitzending: 11 december 1969
- 1971: Karl Richard Tschon: Pat (deel 1) – Regie: Otto Kurth (WDR) – eerste uitzending: 27 februari 1971
- 1971: Karl Richard Tschon: Pat (deel 2) – Regie: Otto Kurth (WDR) – eerste uitzending: 6 maart 1971
- 1971: Karl Richard Tschon: Pat (deel 3) – Regie: Otto Kurth (WDR) – eerste uitzending: 13 maart 1971
- 1973: Klaus Wirbitzky: Goldfische – Regie: Klaus Wirbitzky (SFB / HR) – eerste uitzending: 16 december 1973
- 1978: Wolfgang Kirchner: Sprechstörungen – Regie: Hans Gerd Krogmann (WDR / SFB) – eerste uitzending: 26 september 1978
- 1978: Peter Jakobi: Llano Ekstasado – Regie: Rolf von Goth (SFB) – eerste uitzending: 24 april 1979
- 1978: Malcolm Quantrill: Damit wir uns recht verstehen – Regie: Klaus Mehrländer (WDR) – eerste uitzending: 30 januari 1989
- 1979: Michael Mansfeld; Gerda Corbett: Das Verhör des Ernst Niekisch – Regie: Walter Ohm (BR) – eerste uitzending: 7 oktober 1979

## Juhnke als toneelacteur (selectie)
Theater der Freien Volksbühne Berlin:
- 1950: Per Schwenzen: Karthagische Komödie – Regie: Ernst Karchow
- 1950: Emlyn Williams: Die Saat ist grün (met Lucie Mannheim en Hardy Krüger) – Regie: Julius Gellner
- 1951: William Shakespeare: Ende gut, alles gut – (met Eva Ingeborg Scholz en Wolfgang Lukschy) – Regie: Hans Lietzau
- 1951: Molière: Don Juan – (met Siegmar Schneider) – Regie: Giorgio Strehler
- 1951: Heinz Coubier: Morgen ist auch noch ein Tag – Regie: Ernst Karchow
- 1951: Luigi Pirandello: Sechs Personen suchen einen Autor – (met Lola Müthel en Kurt Meisel) – Regie: Oscar Fritz Schuh
- 1951: William Shakespeare: Ein Wintermärchen – (met Heidemarie Hatheyer en O. E. Hasse) – Regie: Ludwig Berger
- 1951: Dieter Rohkohl: Fips mit der Angel – (met Martin Benrath) – Regie: Christoph Groszer
- 1952: Melchior Kurtz: Zu treuen Händen – (met Alice Treff en Hans Nielsen) – Regie: Erik Ode
- 1952: Franz Seitz: Dorado – (met Paul Edwin Roth) – Regie: Werner Kelch
- 1953: Terence Rattigan: Die lockende Tiefe – (met Karl John en Franz Schafheitlin) – Regie: F. R. Wendhousen
- 1953: Ursula Haucke: Brötchen und Tee – Regie: Malte Jaeger
- 1953: Luis d'Alton: Gemachte Leute – (met Käthe Haack en Paul Esser) – Regie: Otto Kurth
- 1953: Georg Büchner: Wozzeck – (met Ursula Lingen en Alfred Balthoff) – Regie: Oscar Fritz Schuh
- 1953: Molière: Tartuffe – (met Ernst Schröder en Tilla Durieux) – Regie: Oscar Fritz Schuh
- 1954: Florimond Hervé: Mamselle Nitouche – (met Maria Sebaldt en Agnes Windeck) – Regie: Oscar Fritz Schuh
- 1954: Heinrich von Kleist: Der zerbrochne Krug – (met Ernst Schröder en Hanne Hiob) – Regie: Oscar Fritz Schuh
- 1973: Georges Feydeau: Der Damenschneider – (met Loni Heuser en Jo Herbst) – Regie: Hansjörg Utzerath
- 1973: William Shakespeare: Othello – (met Hans Dieter Zeidler en Anneliese Römer) – Regie: Leopold Lindtberg
- 1973: Pavel Kohout: August, August, August – (met Hans Putz) – Regie: Helmut Käutner
- 1975: Jean-Claude Grumberg: Dreyfus – (met Gisela Trowe en Joachim Kemmer) – Regie: Helmut Käutner

Hebbel-Theater Berlin:
- 1952: Julien Luchaire: Die Zwanzigjährigen – (met Gisela Trowe, Wolfgang Kieling en Klaus Kinski) – Regie: Walter Süssenguth

Komödie am Kurfürstendamm Berlin:
- 1953: André Roussin: Eine unmögliche Frau – (met Alice Treff en Hans Nielsen) – Regie: Erik Ode
- 1955: John van Druten: Meine beste Freundin – (met Inge Meysel en Richard Häußler) – Regie: Erik Ode
- 1956: Hans José Rehfisch: Oberst Chabert – (met Hilde Krahl en Charles Regnier) – Regie: Hans Schweikart
- 1961: F. Hugh Herbert: Wolken sind überall – (met Chariklia Baxevanos en Wolfgang Lukschy) – Regie: Harry Meyen
- 1962: Alexandre Breffort: Irma la Douce – (met Violetta Ferrari en Horst Keitel)- Regie: Rolf Kutschera
- 1963: Roger MacDougall: Gog und Magog – (met Edith Schollwer en Horst Niendorf) – Regie: Rudolf Schündler
- 1963: Peter Shaffer: Hören sie zu – geben sie acht – (met Chariklia Baxevanos en Ernst Jacobi) – Regie: Harry Meyen
- 1965: Leslie Bricusse: Halt die Welt an – Ich will aussteigen – (met Violetta Ferrari) – Regie: Edgar Walther
- 1966: Neil Simon: Ausreisser – (met Ilse Pagé en Christiane Krüger) – Regie: Wolfgang Spier
- 1967: Muriel Resnik: Jeden Mittwoch – (met Chariklia Baxevanos en Gretl Schörg) – Regie: Wolfgang Spier
- 1973: Bob Randell: Sechs Zimmer mit Seeblick – (met Liane Hielscher) – Regie: Herbert Ballmann
- 1974: Joyce Reyburn: Früher oder später – (met Almut Eggert, Simone Rethel en Stefan Behrens) – Regie: Wolfgang Spier
- 1975: Ray Cooney: Bleib doch bis zum Frühstück – (met Gaby Gasser) – Regie: Wolfgang Spier
- 1975: Murray Schisgal: Rosa Zeiten – (met Brigitte Grothum en Peter Schiff) – Regie: Rolf Henniger
- 1975: Jean Jacques Bricaire: Süß und verrückt – (met Karin Eickelbaum en Friedrich Schoenfelder) – Regie: Stefan Behrens
- 1977: Marcel Mithois: Arc de Triomphe – (met Gisela Uhlen en Gisela Trowe) – Regie: Wolfgang Spier
- 1978: Peter Yeldham: Spiel mit dem Feuer – (met Karin Eickelbaum, Barbara Schöne en Horst Niendorf) – Regie: Jürgen Wölffer
- 1982: Walter Hasenclever: Ein besserer Herr – (met Ute Willing en Ulrich Matthes) – Regie: Jürgen Thormann
- 1984: Neil Simon: Plaza Suite – (met Anaid Iplicjian) – Regie: Jürgen Wölffer
- 1993: Neil Simon: Sonny Boys – (met Wolfgang Spier) – Regie: Jürgen Wölffer

Renaissance-Theater Berlin:
- 1953: Jean Giltène: Der Engel von Montparnasse – (met Ursula Lingen en Hilde Volk) – Regie: Kurt Meisel
- 1954: Louis Verneuil: Meine Cousine aus Warschau – (met Susanne von Almassy) – Regie: Rolf Kutschera
- 1957: Sidney Howard: Die Silberschnur – (met Käthe Dorsch en Antje Weisgerber) – Regie: Ludwig Berger
- 1958: Oscar Wilde: Bunbury – (met Ursula Herking en Gisela Peltzer) – Regie: Harry Meyen
- 1987: John Osborne: Der Entertainer – (met Erik Frey en Rudolf Bissegger) – Regie: Gerhard Klingenberg
- 1988: Molière: Tartuffe – (met Peter Ehrlich) – Regie: Gerhard Klingenberg
- 1989: Bob Larbey: Schon wieder Sonntag – (met Sebastian Fischer) – Regie: Barbara Basel
- 1990: Molière: Der Geizige – (met Volker Brandt) – Regie: Gerhard Klingenberg
- 1990: Eugene O’Neill: Eines langen Tages Reise in die Nacht (met Judy Winter en Benedict Freitag) – Regie: Gerhard Klingenberg

Kleine Komödie am Max II München:
- 1967: Lawrence Roman: Ein Ehemann zur Ansicht – (met Chariklia Baxevanos en Eckart Dux) – Regie: Wolfgang Spier
- 1969: Norman Krasna: Kein Problem – (met Grit Boettcher, Peer Schmidt en Rose Renée Roth) – Regie: Wolfgang Spier
- 1979: Peter Yeldham: Spiel mit dem Feuer – (met Uschi Glas) – Regie: Jürgen Wölffer

Hansa-Theater: Berlin:
- 1970: Franz Molnar: Liliom – (met Inge Wolffberg en Paul Esser) – Regie: Paul Esser
- 1971: Bill Naughton: Alfie – (met Chariklia Baxevanos) – Regie: Peter Goldbaum
- 1972: George Bernard Shaw: Helden – (met Christine Diersch) – Regie: Paul Esser

Komödie Winterhuder Fährhaus Hamburg:
- 1979: Bill Manhoff: Die Eule und das Kätzchen - met Christiane Rücker - Regie: Michael Hensel

Residenztheater München:
- 1981: Elisabeth Hauptmann: Happy End – (met Christine Ostermayer en Edith Schneider) – Regie: Helmut Baumann

Schlossparktheater Berlin:
- 1993: Peter Turrini: Alpenglühen (met Hannelore Hoger) – Regie: Alfred Kirchner

Maxim-Gorki-Theater Berlin:
- 1996: Carl Zuckmayer: Der Hauptmann von Köpenick – Regie: Katharina Thalbach

Tournee-Theater:
- 1955: Hans José Rehfisch: Oberst Chabert – (met Hilde Krahl en O. E. Hasse) – Regie: Hans Schweikart
- 1970: Georges Feydeau: Das System des Monsieur Ribadier – (met Claus Biederstaedt) – Regie: Wolfgang Spier
- 1981: Georges Feydeau: System Ribadier – (met Chariklia Baxevanos) – Regie: Wolfgang Spier

## Discografie
Studioalbums (zonder Best-of-Sampler)
- 1968: Mit beiden Händen in den Taschen (lp/cd)
- 1976: Aber vor allem würde ich trinken! (lp/cd)
- 1979: Ein Mann für alle Fälle (lp/cd)
- 1981: Harald Juhnke (lp)
- 1982: Schuld sind nur die Frau’n (lp)
- 1983: Goodbye Madame (lp)
- 1989: Barfuß oder Lackschuh (lp/cd)
- 1992: Manchmal ein Clown sein (cd)
- 1998: His Way (cd)
- 1999: That’s life (cd)

Livealbums
- 1984: Tonight Harald (dvd)
- 1995: My Way – Das Beste (tournee-opname uit 1995) (cd)

## Voetnoten
1. ↑  "Legendarische Duitse drankacteur overleden", in Dagblad van het Noorden, 2 april 2005

- Bibsys: 8062132
- Biblioteca Nacional de España: XX1539228
- Gemeinsame Normdatei: 11855865X
- International Standard Name Identifier: 0000 0000 8144 8990
- Library of Congress Control Number: n85811490
- MusicBrainz: 03e63a66-ad54-4b5a-bc3b-c605a535b078
- Nationale Bibliotheek van Tsjechië: jo2014827276
- Nationale Bibliotheek van Polen: a0000002266818
- Nederlandse Thesaurus van Auteursnamen: 27417328X
- LIBRIS: 249235
- Virtual International Authority File: 64799266
- WorldCat: E39PBJpypBhpdqj4QxByY3frMP